# Origin Systems
Origin Systems était un studio de développement de jeux vidéo installé à Manchester dans le New Hampshire (États-Unis). Il est connu entre autres pour avoir créé la série des Ultima et des Wing Commander.
En 1988, l'entreprise avait 15 développeurs à Austin, Texas en plus des 35 employés du siège.
Il a notamment compté dans ses rangs les game designers Chris Roberts et Warren Spector, le programmeur John Romero et l'écrivain Raymond Benson.
En 2004, Electronic Arts, qui a racheté l'entreprise, a fermé le studio.

## Ludographie

### Jeux développés et édités
- Ultima
  - Ultima I: The First Age of Darkness (1981)
  - Ultima II: The Revenge of the Enchantress (1982)
  - Ultima III: Exodus (1983)
  - Ultima IV: Quest of the Avatar (1985)
  - Ultima V: Warriors of Destiny (1988)
  - Ultima VI: The False Prophet (1990)
  - Worlds of Ultima: The Savage Empire (1990)
  - Ultima: Worlds of Adventure 2 - Martian Dreams (1991)
  - Ultima VII: The Black Gate (1992)
    - Forge of Virtue (1992)

  - Ultima VII Part Two: Serpent Isle (1993)
    - The Silver Seed (1993)

  - Ultima VIII: Pagan (1994)
  - Ultima Online (1997)
  - Ultima IX: Ascension (1999)

- Wing Commander
  - Wing Commander (1990)
    - The Secret Missions (1990)
    - The Secret Missions 2: Crusade (1991)

  - Wing Commander II: Vengeance of the Kilrathi (1991)
    - Speech Accessory Pack  (1991)
    - Special Operations 1 (1991)
    - Special Operations 2 (1992)

  - Wing Commander: Privateer (1993)
    - Righteous Fire (1994)

  - Wing Commander Academy (1993)
  - Wing Commander III : Cœur de tigre (1994)
  - Wing Commander: Armada (1994)
    - Proving Grounds (1994)

  - Wing Commander IV : Le Prix de la liberté (1996)
  - Wing Commander: Prophecy (1997)
    - Secret Ops (1998)

- Caverns of Callisto (1983)
- Autoduel (1985)
- Moebius: The Orb of Celestial Harmony (1985)
- Ogre (1986)
- Ring Quest (1986)
- 2400 A.D. (1987)
- Omega (1989)
- Tangled Tales: The Misadventures of a Wizard's Apprentice (1989)
- Windwalker (1989)
- Space Rogue (1989)
- Bad Blood (1990)
- Strike Commander (1993)
  - Strike Commander Speech Accessory Pack(1993)
- Pacific Strike (1994)
- Wings of Glory (1994)
- CyberMage: Darklight Awakening (1995)
- BioForge (1995)
- Crusader: No Remorse (1995)
- Crusader: No Regret (1996)
- Transland (1996)
- Privateer 2: The Darkening (1996)
- Jane's AH-64D Longbow (1996)
- Jane's Longbow 2 (1997)

### Jeux édités
- Times of Lore (1988)
- Knights of Legend (1989)
- Ultima Underworld: The Stygian Abyss (1992)
- Ultima Underworld II: Labyrinth of Worlds (1993)
- ShadowCaster (1993)
- System Shock (1994)
- Abuse (1996)

### Projets annulés
- Crusader: No Survivors (extension multijoueur de Crusader: No Regret)
- Crusader 3: No Escape / Crusader: No Mercy / Crusader II
- Worlds of Ultima: Arthurian Legends
- Ultima Worlds Online: Origin
- Harry Potter Online
- Jane's A-10
- Privateer 3
- Wing Commander: Strike Team
- Wing Commander VII
- Ultima X: Odyssey